# 对维基百科的破坏

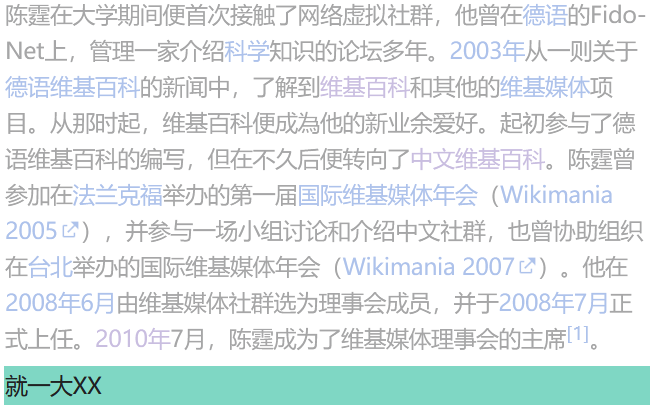
维基百科破坏實例

在網絡百科全書維基百科上，破壞是指一些具有惡意的破壞性行為，例如惡作劇，添加與事實不符或是具有侮辱性內容等等。由於任何人都可以編輯維基百科，維基百科上經常出現相關破壞行為。
大多數人為破壞經常是一時的衝動的而寫下的無聊內容。頻繁的破壞目標包括熱門的條目或有爭議的話題和時事。知名人物可能會被虛報為已死亡。

## 最常見的破壞
最常見和明顯的破壞類型包括插入虛假的資訊、廣告言語、高度黨派意見、自我觀點的文句或者是其他類型的垃圾訊息等，面對這些破壞行為時大多情況下維基百科社群能夠藉由編輯修改的方式刪除錯誤資訊，甚至能夠完全消除特定頁面的破壞紀錄。然而一些較為少見的破壞行動則可能更難以被察覺到，包括強硬修改成為自己喜愛的格式內容、對條目的標題或者是分類頁面中的解釋進行破壞的頁面語義，甚至是直接修改條目文章的底層代碼等等。
然而由於破壞的次數與可行性，使得維基百科長期以來和其他百科全書相比一直面對這個獨特的挑戰。而這也使得維基百科被批評瀏覽者始終無法肯定自己當前的文章是否有受到破壞，在一定機會上文章可能在先前就被插入虛假的資訊，又或者實際重要的內容反而遭到刪除等等的破壞。前《大英百科全書》主編羅勃特·麥克亨利（Robert McHenry）便提到了維基百科面臨破壞威脅的困境：
|                                     | 到訪維基百科的條目以認識某事物、確定某些事實的用戶，就像前往公共廁所一般。他可能一眼就看出來該地方污穢不堪，這樣便會讓他知道要小心翼翼的作出判斷；又或者他看到這地方還算是乾淨，反而可能讓他產生了一種虛假的安全感，唯一可以肯定的是他一定不知道在這之前有誰使用過。 |
| ——羅勃特·麥克亨利（Robert McHenry） | |

明顯的破壞通常很容易從維基百科的文章中移除，根據實驗維基百科在檢測且修復破壞的平均時間大約是幾分鐘。然而美國政治人物約翰·席根塔勒在其個人經歷部分參入了虛假的資料，卻一直到這項破壞編輯過後4個月才被發現，並且隨即被新聞各個媒體大幅報導。在這次事件之中約翰·席根塔勒、發現此事的《今日美國》編輯部主任和自由論壇（Freedom Forum）暨范德堡大學創始人則詢問威爾斯是否有任何方式能夠知道是誰編輯這些錯誤資訊，威爾斯在第一時間則回答說並沒有辦法。雖然最終能成功追查到肇事者並要求出面道歉，這一事件也導致維基百科其網站上政策的修訂，特別是針對那些在世人物的的傳記文章要求更加嚴格的驗證標準。

## 破壞與預防和處理
维基百科採取了各種措施以預防和修復破壞。這些措施包括：
- 歷史功能：维基百科中的條目設有歷史記錄，保留了條目之前的所有版本，以便恢復文章到破壞發生之前的最後一個版本。這種恢復功能被稱為「回退」破壞[2][13]。大多數破壞都能被迅速回退[14]。通過以下幾種方式可以發現破壞行為：
  - 機器人：在很多情況下，破壞行為可以被機器人自動檢測出來並進行處理。破壞者會在無人干預的情況下被警告。
  - 最新更改巡查：維基百科有一個特殊的頁面，列出了所有最近更改。有些編者會監視這一頁面，以便從速修復破壞。[15]
  - 監視列表：已註冊用戶可以通過「監視列表」功能關注頁面的建立和修改，也可以用於監視對頁面的破壞行為。
  - 偶然發現：讀者如果恰好遇到破壞，也可以直接處理破壞。2008年的一份報告指出，這種「偶然發現」的稀少表明了其他破壞清理方法的功效。[15]
- 頁面保護：部分頁面會被鎖定，只允許確認用戶進行編輯，在部分情況下會只允許管理員進行編輯[2][16]。「半保護」條目只允許被稱為「自動確認用戶」的用戶進行編輯。「自動確認用戶」需要註冊一段时间並做出足够的編輯数量。「全保護」條目只允許管理員進行編輯。保護通常在一個或多個編者在特別的頁面提出請求之後由管理員按照維基百科的保護方針來進行。
- 封禁用戶：有些情況下，持續進行破壞的用戶會被封禁一段時間甚至永久封禁以阻止其進行編輯[2]。封禁破壞者不是出於懲罰，而是出於防止其進一步破壞[17]。

在被封禁之前，編輯者通常會被收到警告。維基百科使用四個層次的警告，這些警告分別是：
1. 第一層次的警告：假設編者出於善意，以一種比較輕和的語氣來警告用戶；
2. 第二層次的警告：不再假設編者出於善意，屬於事實上的警告；
3. 第三層次的警告：假設編者出於惡意，並警告用戶如果繼續破壞會招致封禁；
4. 第四層次的警告：是最後的警告，表示繼續破壞會被立刻封禁；
5. 在此之後，其他用戶也可能會發出其他警告。實際上只有管理員能夠進行封禁。

2005年，有人在英文維基百科中建立约翰·席根塔勒的條目，並称其与美国前总统约翰·肯尼迪及其弟罗伯特·肯尼迪之死有关。约翰·席根塔勒批評維基百科未能發現和更正錯誤而且允許匿名用戶進行編輯。之後英文維基百科為了防止破壞，開始要求只有已註冊用戶才能建立新條目（中文維基百科至今依然沒有此限制）。
英文維基百科在一些條目尤其是在世人物條目中要求編輯內容被審核並被確認不屬於破壞之後才能通過（待審保護）。在一些情況下還要求檢查是否提供了精確的來源。

## 相關破坏
- 席根塔勒传记事件：2005年5月一位匿名用戶在英文维基百科發布了一篇涉及美国记者约翰·席根塔勒的恶搞条目，条目错误地指出席根塔勒有暗杀美国总统约翰·肯尼迪和司法部长罗伯特·肯尼迪的嫌疑[22]。这起恶作剧直到2005年9月才被发现并改正过来，之后席根塔勒在《今日美国》撰写了他的经历。这起事件引发对维基百科及其他缺乏传统纸媒和出版资料法律责任的用户生成内容网站可靠性的质疑[23]。
- 於2006年，《滾石》雜誌一篇關於美國女演員荷爾·芭莉的報導錯誤引用维基百科上的惡作劇破坏內容。[24]
- 2006至2007年，一名來自波蘭羅茲的用戶不斷在波蘭語維基百科的政治人物和天主教有關的條目上加上陰莖和肛門的圖片。[25]
- 高爾夫球手福兹·佐勒尔曾經控告一家邁阿密公司在维基百科上增加關於他的負面內容[26]
- 斯諾登在英語維基百科中的描述曾被修改為賣國賊，IP地址顯示修改者來自美國參議院。[27][28][29]
- 虛構的日文化名為「石岡一郎」[30]
- 蔡易餘的中文維基百科條目被破壞，破壞者被判刑6個月[31]，二審被判無罪[32]。
- 折毛事件：中文维基百科编辑者“折毛”伪造200多篇古俄罗斯历史相关条目，该行为于2022年被发现。[33]